# Campeonato Cearense de Futebol de 2018 - Segunda Divisão
O Campeonato Cearense de Futebol - Segunda Divisão de 2018 foi a 26ª edição do torneio, organizado pela Federação Cearense de Futebol. 
Em 31 de janeiro de 2018 a Federação Cearense de Futebol, em seu Conselho Técnico definiram os participantes do torneio.
Aliança, Esporte Limoeiro, Icasa e Maracanã são equipes remanescentes da competição do ano passado. Guarany de Sobral e Itapipoca foram rebaixados do Cearense Série A, enquanto Barbalha, Caucaia, Pacajus e União ascenderam da Série C do Estadual.

## Regulamento
O Campeonato será disputado em quatro fases: Primeira Fase, Segunda Fase, Semifinal e Final. 
Na Primeira Fase, os clubes jogarão entre si em partidas de ida, totalizando nove jogos para cada clube. Ao final, os seis primeiros estarão classificados para a Segunda Fase. Em contrapartida, os clubes colocados em 9º e 10º lugares descenderão para a Série C em 2019. Em caso de empate em pontos ganhos entre dois ou mais clubes ao final da Primeira Fase, o desempate, para efeito de classificação, será efetuado observando-se os critérios abaixo: 
1. Maior número de vitórias;
2. Maior saldo de gols;
3. Maior número de gols pró;
4. Confronto direto (entre dois clubes somente);
5. Sorteio.

Na Segunda Fase, os seis clubes classificados na Primeira Fase jogarão entre si em partidas de ida, totalizando cinco jogos para cada clube. Ao final, os quatro primeiros estarão classificados para a Semifinal. Em caso de empate em pontos ganhos entre dois ou mais clubes ao final da Segunda Fase, o desempate, para efeito de classificação, será efetuado observando-se os critérios abaixo:
1. Maior número de vitórias;
2. Maior saldo de gols;
3. Maior número de gols pró;
4. Confronto direto (entre dois clubes somente);
5. Sorteio.

Na Semifinal, os quatro clubes qualificados jogarão ida e volta, com mando de campo do segundo jogo para o clube com melhor classificação na Segunda Fase nos seguintes grupos:
- GRUPO C: 1° Colocado da Segunda Fase x 4° Colocado da Segunda Fase
- GRUPO D: 2° Colocado da Segunda Fase x 3° Colocado da Segunda Fase

Ao final dos dois jogos, em caso de empate em pontos e no saldo de gols, o clube com melhor classificação na Segunda Fase estará classificado.
Na Final, os clubes vencedores do confronto semifinal jogarão em partidas de ida e volta, com mando de campo no segundo jogo para o clube com melhor campanha na Fase semifinal. Em caso de empate em pontos ganhos entre os dois clubes ao final da segunda partida, a decisão do campeão irá para a equipe de melhor campanha na fase semifinal.
O campeão e vice-campeão garantem vaga na Série A em 2019.

## Participantes
| Equipe            | Cidade            | Em 2017       | Estádio (capacidade)          | Títulos            |
| ----------------- | ----------------- | ------------- | ----------------------------- | ------------------ |
| Aliança           | Viçosa do Ceará   | 4° (Série B)  | João Firmino de Sousa (3.000) | 0 (não possui)     |
| Barbalha          | Barbalha          | 3° (Série C)  | Lírio Callou (3.000)          | 0 (não possui)     |
| Caucaia           | Caucaia           | 2º (Série C)  | Raimundão (10.000)            | 0 (não possui)     |
| Esporte Limoeiro  | Limoeiro do Norte | 6° (Série B)  | Bandeirão (5.000)             | 1 (em 1994)        |
| Guarany de Sobral | Sobral            | 9° (Série A)  | Junco (8.584)                 | 4 (último em 2008) |
| Icasa             | Juazeiro do Norte | 5º (Série B)  | Romeirão (10.000)             | 2 (último em 2010) |
| Itapipoca         | Itapipoca         | 10º (Série A) | Perilão (5.000)               | 2 (último em 2013) |
| Maracanã          | Maracanaú         | 3º (Série B)  | Domingão (10.500)             | 1 (em 2012)        |
| Pacajus           | Pacajus           | 4º (Série C)  | Assisão (2.000)               | 0 (não possui)     |
| União             | Brejo Santo       | 1° (Série C)  | Geraldão (6.000)              | 0 (não possui)     |

## Primeira Fase
| Classificação | Classificação     | Classificação | Classificação | Classificação | Classificação | Classificação | Classificação | Classificação | Classificação | Classificação | Classificação |
| Pos           | Times             | Pts           | J             | V             | E             | D             | GP            | GC            | SG            | %             |               |
| ------------- | ----------------- | ------------- | ------------- | ------------- | ------------- | ------------- | ------------- | ------------- | ------------- | ------------- | ------------- |
| 1             | Guarany de Sobral | 19            | 9             | 6             | 1             | 2             | 18            | 12            | +6            | 70.4          |               |
| 2             | Pacajus           | 18            | 9             | 5             | 3             | 1             | 15            | 6             | +9            | 66.7          |               |
| 3             | Barbalha          | 18            | 9             | 5             | 3             | 1             | 12            | 6             | +6            | 66.7          |               |
| 4             | União-CE          | 16            | 9             | 4             | 4             | 1             | 13            | 6             | +7            | 59.3          |               |
| 5             | Caucaia           | 15            | 9             | 4             | 3             | 2             | 14            | 10            | +4            | 55.6          |               |
| 6             | Icasa             | 14            | 9             | 4             | 2             | 3             | 18            | 9             | +9            | 51.8          |               |
| 7             | Maracanã-CE       | 12            | 9             | 3             | 3             | 3             | 12            | 8             | +4            | 44.4          |               |
| 8             | Esporte Limoeiro  | 9             | 9             | 2             | 3             | 4             | 7             | 10            | –3            | 33.3          |               |
| 9             | Itapipoca         | 3             | 9             | 1             | 0             | 8             | 7             | 22            | –15           | 11.1          |               |
| 10            | Aliança-CE[a]     | 0             | 9             | 0             | 0             | 9             | 1             | 28            | –27           | 0.0           |               |

|  |                                   |
|  | Classificados para a Segunda Fase |
|  | Rebaixados para a Série C 2019    |

| Resultados        | Resultados | Resultados | Resultados | Resultados | Resultados | Resultados | Resultados | Resultados | Resultados | Resultados |
|                   | ALI        | BAR        | CAU        | ESP        | GSO        | ICA        | ITP        | MAR        | PAC        | UNI        |
| ----------------- | ---------- | ---------- | ---------- | ---------- | ---------- | ---------- | ---------- | ---------- | ---------- | ---------- |
| Aliança-CE        | —          | 0-3        |            | 0-3        | 0-3        |            |            |            | 1-4        |            |
| Barbalha          | 3-0        | —          | 0-0        |            | 3-2        | 1-0        |            |            | 0-0        | 1-1        |
| Caucaia           | 3-0        |            | —          |            |            | 2-3        | 2-1        | 1-0        |            | 1-1        |
| Esporte Limoeiro  |            | 0-2        | 1-4        | —          |            |            | 2-1        | 0-0        |            |            |
| Guarany de Sobral |            |            | 1-1        | 2-1        | —          | 2-1        |            |            | 1-3        |            |
| Icasa             | 3-0        |            |            | 0-0        |            | —          | 7-0        | 2-1        |            |            |
| Itapipoca         | 3-0        | 1-2        |            |            | 1-3        |            | —          | 0-2        |            | 0-3        |
| Maracanã-CE       | 3-0        | 2-0        |            |            | 1-2        |            |            | —          |            | 1-1        |
| Pacajus           |            |            | 3-0        | 1-0        |            | 1-1        | 1-0        | 2-2        | —          |            |
| União-CE          | 3-0        |            |            | 0-0        | 1-2        | 2-1        |            |            | 1-0        | —          |

| Legenda: Vitória do mandante — Vitória do visitante — Empate Em vermelho os jogos da próxima rodada; Em negrito os jogos "clássicos". |

### Desempenho por rodada
Clubes que lideraram ao final de cada rodada:
| 1   | 2   | 3   | 4   | 5   | 6   | 7   | 8   | 9   |
| CAU | BAR | BAR | ICA | MAR | GSO | GSO | GSO | GSO |

Clubes que ficaram na última posição ao final de cada rodada:
| 1   | 2 | 3 | 4 | 5 | 6 | 7 | 8 | 9 |
| ALI |   |   |   |   |   |   |   |   |

## Segunda Fase
| Classificação | Classificação     | Classificação | Classificação | Classificação | Classificação | Classificação | Classificação | Classificação | Classificação | Classificação | Classificação |
| Pos           | Times             | Pts           | J             | V             | E             | D             | GP            | GC            | SG            | %             |               |
| ------------- | ----------------- | ------------- | ------------- | ------------- | ------------- | ------------- | ------------- | ------------- | ------------- | ------------- | ------------- |
| 1             | Barbalha          | 10            | 5             | 3             | 1             | 1             | 9             | 5             | 4             | 66.7          |               |
| 2             | Guarany de Sobral | 10            | 5             | 3             | 1             | 1             | 6             | 5             | 1             | 66.7          |               |
| 3             | Caucaia           | 8             | 5             | 2             | 2             | 1             | 10            | 8             | 2             | 53.3          |               |
| 4             | Icasa             | 6             | 5             | 1             | 3             | 1             | 6             | 6             | 0             | 40.0          |               |
| 5             | União-CE          | 3             | 5             | 0             | 3             | 2             | 6             | 8             | –2            | 20.0          |               |
| 6             | Pacajus           | 2             | 5             | 0             | 2             | 3             | 3             | 8             | –5            | 13.3          |               |

| Resultados        | Resultados | Resultados | Resultados | Resultados | Resultados | Resultados |
|                   | BAR        | CAU        | GSO        | ICA        | PAC        | UNI        |
| ----------------- | ---------- | ---------- | ---------- | ---------- | ---------- | ---------- |
| Barbalha          | —          | 2-1        |            | 1-2        |            | 3-2        |
| Caucaia           |            | —          | 4-2        |            |            | 3-3        |
| Guarany de Sobral | 0-0        |            | —          |            | 1-0        | 1-0        |
| Icasa             |            | 1-1        | 1-2        | —          |            |            |
| Pacajus           | 0-3        | 0-1        |            | 2-2        | —          |            |
| União-CE          |            |            |            | 0-0        | 1-1        | —          |

| \| \| \| \| \| Classificados para as semifinais \| | Legenda: Vitória do mandante — Vitória do visitante — Empate Em vermelho os jogos da próxima rodada; Em negrito os jogos "clássicos". |
|                                                    | |
|                                                    | Classificados para as semifinais |

### Desempenho por rodada
Clubes que lideraram ao final de cada rodada:
| 1   | 2 | 3 | 4 | 5 |
| BAR |   |   |   |   |

Clubes que ficaram na última posição ao final de cada rodada:
| 1   | 2   | 3   | 4   | 5   |
| UNI | PAC | PAC | PAC | PAC |

## Fase final
Em itálico, os times que possuem o mando de campo no primeiro jogo do confronto e em negrito os times classificados.
|  | Semifinais        | Semifinais | Semifinais | Semifinais |   |                   | Final | Final | Final | Final |
|  |                   |            |            |            |   |                   |       |       |       |       |
|  | Caucaia           | 0          | 0          | 0          |   |                   |       |       |       |       |
|  | Guarany de Sobral | 0          | 0          | 0          |   |                   |       |       |       |       |
|  | Guarany de Sobral | 0          | 0          | 0          |   | Guarany de Sobral | 0     | 1     | 1     |       |
|  |                   |            |            |            |   | Guarany de Sobral | 0     | 1     | 1     |       |
|  |                   | Barbalha   | 0          | 3          | 3 |                   |       |       |       |       |
|  | Icasa             | Barbalha   | 0          | 3          | 3 | 1                 | 1     | 2     |       |       |
|  | Icasa             |            |            |            |   | 1                 | 1     | 2     |       |       |
|  | Barbalha          | 1          | 3          | 4          |   |                   |       |       |       |       |

## Premiação
| Campeonato Cearense Série B - 2018 |
| Barbalha                           |
| ---------------------------------- |
| Barbalha Campeão (1° título)       |

## Estatísticas

### Médias de Públicos
| Nº | Time              | Média | Jogos | Total |
| -- | ----------------- | ----- | ----- | ----- |
| 1  | Icasa             | 1152  | 6     | 6913  |
| 2  | União-CE          | 413   | 6     | 2478  |
| 3  | Barbalha          | 361   | 9     | 3252  |
| 4  | Guarany de Sobral | 317   | 8     | 2537  |
| 5  | Esporte Limoeiro  | 301   | 4     | 1207  |
| 6  | Caucaia           | 216   | 7     | 1515  |
| 7  | Pacajus           | 100   | 8     | 800   |
| 8  | Aliança-CE        | 69    | 1     | 69    |
| 9  | Maracanã-CE       | 68    | 3     | 206   |
| 10 | Itapipoca         | 27    | 4     | 111   |